# Дунаєвецький районний історико-краєзнавчий музей
Дунаєвецький історико-краєзнавчий музей — державний краєзнавчий музей у місті Дунаївцях Хмельницької області; науково-дослідний та культурно-освітній заклад (комунальна власність районної ради), осередок культурного життя міста та району.
Музей у Дунаївці розташований в історичній будівлі по вул. Шевченка, 31.
Музейний заклад заснований 6 листопада 1986 року. На початку 90-х, після реорганізації став самостійною установою підпорядкованою районному відділу культури і отримав назву «Дунаєвецький історичний музей». З 2005 року заклад отримав Державне свідоцтво про реєстрацію — став комунальною установою Дунаєвецької районної ради  і отримав назву «Дунаєвецький районний краєзнавчий музей», а з 2018 року — комунальний заклад в підпорядкування Дунаєвецької міської ради має назву «Історико-краєзнавчий музей». На даний час музейне зібрання нашого музею нараховує понад 4 тисячі предметів основного і майже 2 тисяч предметів науково-допоміжного фонду.

## З історії музею
Музей розміщений в центрі міста Дунаївців, нижче центральної площі, що має історичну і народну назву «Ріжок». На «Ріжку» впродовж всієї історії міста відбувалися важливі і знакові людські зібрання і мітинги місцевих жителів. Будівля музею — споруда середини — другої половини ХІХ століття— в минулому приватний будинок німецького шевця Стрезе. Тут Стрезе проживав, ремонтував і продавав взуття. Його син Микола в 1931 році закінчив Дунаєвецьку фабрично-заводську семирічку. В 30-х роках родина Стрезе переїздить на постійне місце проживання до Німеччини. Син шевця Микола стає льотчиком авіації і в період Другої світової війни отримує завдання скинути бомби на місто Дунаївці. Але в нього не піднялася рука зруйнувати місто свого дитинства, тому скинув смертоносний вантаж за містом, за що поплатився власним життям. В період німецької окупації приміщення використовувалося як казарми для солдатів Рейху. За іншою версією в період окупації тут проживала родина Густава Лельбаха, засновника арматурного заводу, і підприємці Лельбахи на горищі заводу переховували від знищення дві єврейські родини. В березні 1944 році приміщення зазнало руйнувань. Після війни і до 1986 року приміщення використовувалася як дитячі ясла-сад.

## Експозиційні зали
В першому залі «Археологія краю» представлено матеріали археологічних досліджень — розвідок і розкопок, які проводилися на території нашого краю з кін. ХІХ ст. — у ХХ столітті і тривають досі. У Дунаєвецькому регіоні представлені археологічні пам'ятки від часів давнього кам'яного віку до середньовіччя. У вітринах залу — зброя і знаряддя праці періоду палеоліту (VІ-ІV тис. до н. е.) та доби бронзи (ІІ тис. до н. е.). Багата колекція знахідок Трипільської культури (енеоліт ІV-ІІІ тис. до н. е.) — колекція крем′яних знарядь праці (ножі, скребки), фрагменти глиняного ритуального посуду, колекція глиняних жіночих статуеток. Експонуються матеріали даних розкопок — побутові речі та посуд досліджених скіфських курганів (І тис. до н. е. — VІІ-V cт. до н. е.) і Черняхівських поселень (ІІ –V cт. н. е.). колекція жіночих прикрас давньоруського часу та глиняний посуд з гончарної майстерні ХVІІ ст. За оцінкою громадян Швеції, які відвідали музей у липні 2004 року, в залі археології зберігаються найкращі колекції.
Другий зал — «Етнографічна світлиця». Тут відтворено інтер'єр Подільської хати 19 століття. Побутові речі, глиняний посуд, виставка вишиванок.
У третьому залі «Промисли і ремесла жителів краю» відвідувач може прослідкувати основні заняття жителів району з найдавніших часів до початку ХХ століття. Експонати знайомлять відвідувачів з землеробством, ковальством і гончарством. Привертають увагу фрагменти посуду різних археологічних культур, періоду Київської Русі, макет-реконструкція гончарної печі. Знаряддя праці скіфського, давньоруського часу доповнені землеробськими знаряддями ХІХ ст. — плуг, ярмо, коси, серпи, ціпи, жорна. Багата і різноманітна колекція ковальського інвентаря та виробів майстрів-ковалів — кінська збруя та предмети побуту.
Четвертий розділ експозиції «Історія міста» знайомить відвідувачів з історією розвитку та становлення міста Дунаївці від першої згадки в податковому реєстрі за 1403 р. Акцент в експозиції зроблено на ХІХ століття — період економічного зростання міста — розвиток ремесел, заснування суконного виробництва та ливарної справи німецькими, чеськими, польськими колоністами, торгівлі — євреями-колоністами та культурного розвитку — відкриття освітніх, медичних закладів, культових споруд різних конфесій багатонаціонального міста, розвиток інфраструктури.
П'ятий зал — історія суконної фабрики. В період нового промислового піднесення в Росії (1910—1914 рр.) у Дунаївцях діяло 72 підприємства. Фабрики виробляли сукна і трико на 1,5 млн крб.
Шостий зал експозиції присвячений подіям ХХ ст., зокрема подіям Другої світової війни в історії краю. Особисті речі, документи та нагороди, фотографії партизанів, солдат, офіцерів Червоної Армії та німецькі трофеї — складають основу даної експозиції. Крім постійної експозиції, тут ми формуємо тематичні тимчасові виставки присвячені подіям історії 20 століття — Українській революції 1917—1920 рр., до Дня  Соборності, до Дня пам'яті героїв Крут, до Дня учасників бойових дій на території інших держав, до Дня жертв нацистських концтаборів, до Дня трагедії Бабиного Яру, до річниці створення УПА, до роковин Голодомору тощо. Під час проведення різноманітних тематичних заходів, музейних уроків ми демонструємо документальні історичні фільми відповідно до теми заходу. Також у шостому залі знаходиться тематична виставка Революція Гідності. Фотографії Небесної сотні, речі і фотографії з Майдану, карти, зброя і особисті речі солдат, фотографії, прапори, дитячі листівки і малюнки з побажаннями для захисників, фотографії наших земляків, полеглих у цій війні.
Сьомий зал присвячений сучасним трагічним подіям — повномасштабне вторгнення Росії в Україну. Виставка фотографій, особисті речі полеглих воїнів нашого краю.
У восьмому залі знаходяться експонати знайдені під час розкопок Чаньків-1 у 2020 році. Кам'яні знаряддя праці, кераміка, фібули, монети, горщики, прикраси.

## Артпростір
За підтримки благодійного фонду «Рокада» у 2023 році був відкритий артпростір, з метою залучення людей з числа ВПО до культурного життя міста, соціальної згуртованості через культурно-мистецький компонент. За цей період артпростір став справжнім творчим хабом для людей з числа ВПО, сімей загиблих та місцевих мешканців. Адже тут проходять виставки, майстер-класи та народжуються креативні ідеї. А ще знайомство з культурою та історією Дунаєвеччини, Поділля й України загалом.
У артпросторі ми провели ряд виставок та творчих заходів із залученням митців, що тимчасово проживають у місті: художника з Краматорська Олександра Кузьмицького, фотохудожниці із Маріуполя Любов Кучерук, художниці із Києва Оксани Охапкіної та ін. Слід відзначити, що перші виставки митців відбулись саме у нашому місті. Зустрічі із художниками — це можливість зрозуміти чим живе митець, його життя у рідному місті.
Фестиваль дитячої творчості «Вільна країна вільних людей» об'єднав у спільній творчості місцевих дітей та дітей із числа ВПО.